# Distrito de Zombo
El Distrito de Zombo es uno de los ciento once distritos administrativos que forman parte de la organización territorial de la República de Uganda. Su ciudad capital es la ciudad de Zombo.

## Historia
El distrito fue creado por ley del Parlamento y entró en vigor el 1 de julio de 2009. Antes de esa fecha, el distrito formaba parte del distrito de Nebbi.

## Geografía
El Distrito de Zombo forma parte de la región norte de Uganda, comparte fronteras con el Distrito de Arua por el norte, también con el Distrito de Nebbi por el este y por el sur y al oeste comparte límites internacionales con la República Democrática del Congo. Su capital, Zombo, se localiza a 70 kilómetros al sur de Arua, la ciudad más poblada de la región norte.

## Demografía
El distrito de Zombo cuenta con una población total de 219.800 habitantes según las cifras suministradas por el censo poblacional llevado a cabo durante el año 2012 en Uganda, 30.1% más que en el censo de 2002 (169,000) y 58.8% más que en 1991 (131.300).El grupo étnico Alur conforma en 90% de la población total.